# Aphytis punctaticorpus
Aphytis punctaticorpus är en stekelart som först beskrevs av Girault 1917.  Aphytis punctaticorpus ingår i släktet Aphytis och familjen växtlussteklar. Inga underarter finns listade i Catalogue of Life.